# Касас, Марио
Ма́рио Ка́сас Сье́рра (исп. Mario Casas Sierra; род. 12 июня 1986 года, Ла-Корунья, Испания) — испанский актёр кино и телевидения. Известен по ролям в фильмах «Летний дождь», «Три метра над уровнем неба», а также в сериалах «Люди Пако», «Ковчег» и другие.

## Карьера
Дебют в кино состоялся в фильме Антонио Бандераса «Летний дождь». В этом же году М. Касас приступил к съёмкам в телесериале SMS. На протяжении 2009 года актёр снимается в нескольких фильмах: «Утечка мозгов», «Секс, вечеринки и ложь».
3 декабря 2010 года был выпущен фильм «Три метра над уровнем неба», в котором Касас сыграл главную мужскую роль. За эту роль он получил премию ACE как лучший новый актёр и был номинирован на премию Fotogramas de Plata.
В 2012 году вышло продолжение этой истории — «Три метра над уровнем неба. Я тебя хочу» (Tengo ganas de ti) — под руководством того же режиссёра Фернандо Гонсалеса Молина, а к съёмочной группе присоединится Клара Лаго (Джин (Джиневра)).
В 2011 году был приглашён на роль Улисса в сериал «Ковчег».
В 2013 году вышли в прокат два фильма с Марио Касасом в главной роли — «Исмаил» (Феликс) и «Ведьмы из Сугаррамурди» (Тони), премьера которого состоялась 17 октября 2013 года.

## Личная жизнь
У Касаса есть сестра Шейла и три брата: Кристиан, Оскар и Даниэль, родившийся в апреле 2014 года.
С 2010 встречался с актрисой Марией Вальверде. В сентябре 2014 года сестра Шейла заявила, что её брат Марио и Мария Вальверде расстались. С 2014 по 2016 встречался с партнёршей по фильму «Пальмы в снегу» Бертой Васкес. С марта 2018 по октябрь 2019 года состоял в отношениях с актрисой Бланкой Суарес. С 2020 года некоторое время он состоял в отношениях с бельгийской актрисой Деборой Франсуа. С 2023 года он встречается с актрисой Эйсой Гонсалес.

## Фильмография
| Год       |     | Русское название                        | Оригинальное название      | Роль              |
| --------- | --- | --------------------------------------- | -------------------------- | ----------------- |
| 2005      | с   | Личные мотивы                           | Motivos personales         |                   |
| 2005      | с   |                                         | Obsesion                   | Нико              |
| 2006—2007 | с   | Мечтать без страха                      | SMS                        | Хави Льоренс      |
| 2006      | с   | Женщины                                 | Mujeres                    |                   |
| 2006      | ф   | Летний дождь                            | El camino de los ingleses  | Мораталья         |
| 2007—2010 | с   | Пако и его люди                         | Los hombres de Paco        | Айтор Карраско    |
| 2009      | ф   | Секс, вечеринки и ложь                  | Mentiras y gordas          | Тони              |
| 2009      | ф   | Утечка мозгов                           | Fuga de cerebros           | Эмилио            |
| 2009      | кор | Пако                                    | Paco                       | Пако 4            |
| 2010      | кор | Шальные деньги                          | Dinero fácil               | Хайме             |
| 2010      | кор | Страх                                   | Miedo                      | Серхио            |
| 2010      | ф   | Три метра над уровнем неба              | Tres metros sobre el cielo | Уго «Аче» Оливера |
| 2011      | ф   | Неоновая плоть                          | Carne de neón              | Рики              |
| 2011—2013 | с   | Ковчег                                  | El barco                   | Улисс             |
| 2012      | ф   | Группа 7                                | Grupo 7                    | Анхель            |
| 2012      | ф   | Три метра над уровнем неба: Я тебя хочу | Tengo ganas de ti          | Уго «Аче» Оливера |
| 2013      | ф   | Мул                                     | La mula                    | Кастро            |
| 2013      | ф   | Ведьмы из Сугаррамурди                  | Las brujas de Zugarramurdi | Антонио           |
| 2013      | ф   | Исмаэль                                 | Ismael                     | Феликс Амброс     |
| 2014      | ф   | Эдем                                    | Eden                       | Феликс            |
| 2014      | кор |                                         | A Lonely Sun Story         |                   |
| 2015      | ф   | 33                                      | Los 33                     | Алекс Вега        |
| 2015      | ф   | Убойный огонек                          | Mi gran noche              | Аданн             |
| 2015      | ф   | Пальмы в снегу                          | Palmeras en la nieve       | Килиан            |
| 2016      | ф   | Торо                                    | Toro                       | Торо              |
| 2016      | ф   | Невидимый гость                         | Contratiempo               | Адриан Дориа      |
| 2017      | ф   | Дикая история                           | El bar                     | Начо              |
| 2018      | ф   | В волчьей шкуре                         | Bajo la piel de lobo       | Мартин            |
| 2018      | ф   | Фотограф из Маутхаузена                 | El fotógrafo de Mauthausen | Франсиско Буа     |
| 2019      | с   | Влечение                                | Instinto                   | Марко             |
| 2019      | ф   | Прощай                                  | Adiós                      | Хуан              |
| 2020      | ф   | Парамедик                               | The Paramedic              | Анхель            |
| 2020      | ф   | Утраченный дом                          | Hogar                      | Томас             |
| 2020      | ф   | Преступить черту                        | No matarás                 | Дани              |
| 2021      | с   | Харлан Кобен. Невиновен                 | El inocente                | Матео Видаль      |
| 2023      | ф   | Птичий короб: Барселона                 | Bird Box: Barcelona        | Себастьян         |
| 2024      | ф   | Побег                                   | Escape                     |                   |
| 2025      | ф   | Память сердец                           | El secreto del orfebre     | Хуан Пабло        |

## Номинации и награды
|                                          | Год  | Категория                                                               | Фильм/телесериал                                                        | Результат |
| ---------------------------------------- | ---- | ----------------------------------------------------------------------- | ----------------------------------------------------------------------- | --------- |
| Гойя                                     | 2021 | Лучшая мужская роль                                                     | Преступить черту                                                        | Номинация |
| Fotogramas de Plata                      | 2012 | Лучший киноактёр                                                        | Grupo 7                                                                 | Победа    |
| Fotogramas de Plata                      | 2012 | Самый запрашиваемый актёр на сайте журнала Fotogramas www.fotogramas.es | Самый запрашиваемый актёр на сайте журнала Fotogramas www.fotogramas.es | Номинация |
| Fotogramas de Plata                      | 2011 | Лучший телевизионный актёр                                              | Ковчег                                                                  | Номинация |
| Fotogramas de Plata                      | 2010 | Лучший киноактёр                                                        | Три метра над уровнем неба                                              | Номинация |
| Fotogramas de Plata                      | 2010 | Самый запрашиваемый актёр на сайте журнала Fotogramas www.fotogramas.es | Самый запрашиваемый актёр на сайте журнала Fotogramas www.fotogramas.es | Победа    |
| Fotogramas de Plata                      | 2009 | Самый запрашиваемый актёр на сайте журнала Fotogramas www.fotogramas.es | Самый запрашиваемый актёр на сайте журнала Fotogramas www.fotogramas.es | Номинация |
| Премия латиноамериканских критиков       | 2011 | Лучший новый актёр                                                      | Три метра над уровнем неба                                              | Победа    |
| Must! Awards                             | 2010 | Лучшая мужская роль                                                     | Люди Пако                                                               | Номинация |
| Must! Awards                             | 2010 | Лучшая мужская роль                                                     | Секс, вечеринки и ложь                                                  | Номинация |
| Кинофестиваль геев и лесбиянок в Мадриде | 2009 | Премия за исполнение роли гомосексуала                                  | Секс, вечеринки и ложь                                                  | Победа    |
| Festival de Cine de Zaragoza             | 2009 | Премия «Молодые таланты»                                                | Секс, вечеринки и ложь Утечка мозгов                                    | Победа    |
| Festival de Cine de Zaragoza             | 2010 | Премия «Молодые таланты»                                                | Три метра над уровнем неба                                              | Победа    |
| Premios Micrófono de Oro                 | 2011 | Телевидение                                                             | Люди Пако Ковчег                                                        | Победа    |